# El mas del Quiquet
El mas d'en Quiquet és una pintura a l'oli sobre tela realitzada per Pablo Picasso el 1898 a Horta de Sant Joan i que actualment forma part de la col·lecció permanent del Museu Picasso de Barcelona. Es mostra a la Sala 3 de la col·lecció permanent del museu.

## Descripció

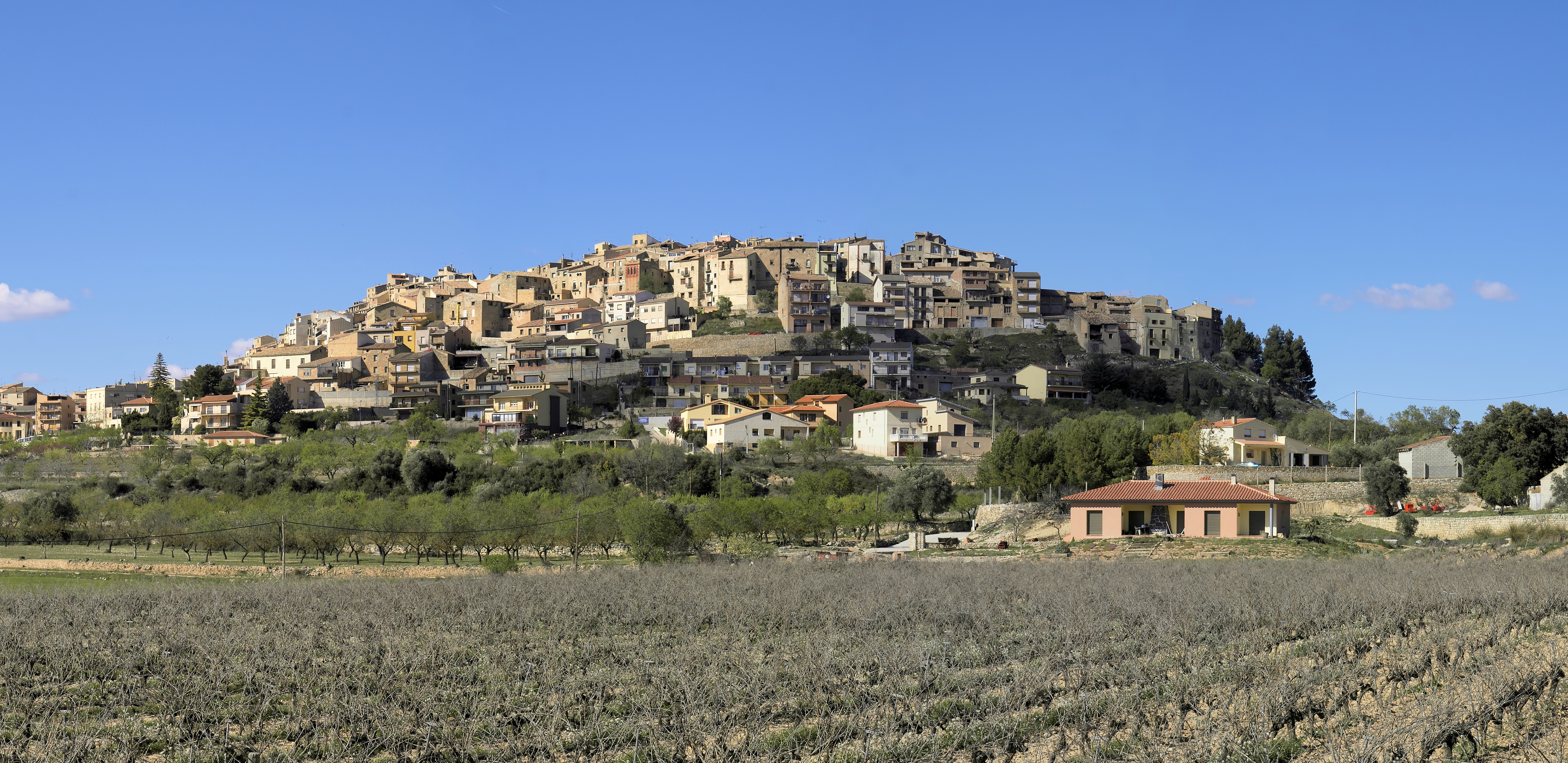
Vista general d'Horta de Sant Joan

El mes de juny de 1898, Picasso va a Horta d'Ebre (Horta de Sant Joan, Terra Alta), invitat pel seu amic i
company de Llotja, Manuel Pallarès. L'estada durarà fins al gener de 1899, en què torna a Barcelona. Li marcarà una forta empremta, «Tot el que sé ho he après en el poble d'en Pallarès» diria Picasso anys més tard.
L'estudi de l'ambient rural en totes les seves facetes i del paisatge que hi porta a terme té com a resultat un conjunt de dibuixos i pintures la majoria de les quals són al museu. El contacte directe amb la natura afavoreix l'aparició en les seves obres d'un naturalisme temàtic i cromàtic que manifesta una total llibertat de traç i de pinzellada. És l'allunyament definitiu de les severes regles acadèmiques.
L'ambient càlid i fresc que es respira al mas del Quiquet queda plasmat amb l'aplicació d'un cromatisme nou i d'una
lluminositat radiant. Diu John Richardson que Picasso el va pintar “amb els tons grocs i rosats de la Colla del Safrà,
però amb molta més sensibilitat”. L'estructura del mas, de força
complexitat geomètrica, estimula la creativitat del jove i li permet jugar amb les zones de lluminositat intensa i amb
les d'ombres i també exercitar la perspectiva.